# Henryk Kakowski
Henryk Kakowski (ur. 31 stycznia 1890 w Dzielinie, zm. 9 marca 1945 w Mittelbau-Dora) – polski polityk, działacz społeczny, poseł na Sejm III kadencji w II RP, z ramienia Stronnictwa Narodowego.

## Życiorys
Był właścicielem majątku Chrostowo-Brońki w powiecie przasnyskim. Przez pewien czas był prezesem Straży Pożarnej w Czernicach Borowych. W 1930 roku uzyskał mandat z listy nr 4 (Lista Narodowa) w okręgu wyborczym nr 8 (Ciechanów). Pracował w komisji budżetowej. W kwietniu 1939 uczestniczył w szkoleniu na temat tworzenia struktur organizacji podziemnych na wypadek okupacji kraju, które odbywało się w Karwaczu. Podczas okupacji niemieckiej założył konspiracyjną organizację K-7 działającą w okolicach Przasnysza. Wskutek denuncjacji, w 1941 został aresztowany przez gestapo i uwięziony w Ciechanowie, a następnie w Królewcu, gdzie odbywał się jego proces. Przez pewien czas więziono go kolejno w Toruniu, Działdowie i ponownie w Ciechanowie. Został wywieziony na śledztwo do Berlina, a potem trafił do obozu koncentracyjnego Auschwitz-Birkenau. Następnie od 24 czerwca 1944 przebywał w obozie koncentracyjnym Buchenwald, a od 29 października 1944 w Mittelbau-Dora i jego podobozie Boelcke-Kaserne. Zmarł 9 marca 1945 w Mittelbau-Dora.

## Życie prywatne
Pochodził z rodziny drobnoszlacheckiej herbu Kościesza, był synem Bronisława i Teodozji z Burskich Kakowskich. Miał brata Kazimierza (1894-1988) - weterana wojny polsko-bolszewickiej. Z żoną Stanisławą Dorotą Pajewską, poślubioną 6 lutego 1918 roku, miał syna Tadeusza (1919-1941) - żołnierza podziemia, poległego w walce i córkę Michalinę Hannę z Kakowskich Dzilińską (ur. 1921).